# Vabres (Gard)
Vabres é uma comuna francesa na região administrativa de Occitânia, no departamento de Gard. Estende-se por uma área de 4,75 km². Em 2010 a comuna tinha 134 habitantes (densidade: 28,2 hab./km²).